# Harry Potter và Bảo bối Tử thần
Harry Potter và Bảo bối Tử thần (tiếng Anh: Harry Potter and the Deathly Hallows) là phần cuối cùng trong bộ tiểu thuyết Harry Potter của nhà văn Anh J.K. Rowling, phát hành đồng thời tại Anh, Hoa Kỳ, Canada và một số nước khác (trong đó có Việt Nam) vào ngày 21/7/2007. Bản dịch tiếng Việt của nhà văn Lý Lan xuất bản ngày 27/10 cùng năm. Cuốn sách được Warner Bros chuyển thể thành 2 phần phim điện ảnh, phần 1 công chiếu lần đầu vào ngày 26/11/2010, phần 2 công chiếu vào ngày 15/7/2011.

## Nội dung

### Rời khỏi gia đình Dursley
Voldemort cùng tay chân lên kế hoạch giết Harry, và hắn muốn tự tay giết cậu. Nhưng hắn cần đũa phép khác, vì đũa của hắn và của Harry có chung cấu tạo nên không thể giết đối phương. Hắn sau đó lấy đũa của Lucius để trừng phạt cho những thất bại liên tiếp của nhà Malfoy.
Trước khi bùa chú bảo vệ Harry tại nhà Dursley hết hiệu lực khi cậu bước qua tuổi 17, cậu đã khuyên dì dượng chuyển đi nơi khác. Hermione cũng phải xóa trí nhớ của bố mẹ cô để bảo vệ họ. Hôm sau, Hội Phượng Hoàng đến đưa Harry đến Hang sóc. Vì không thể độn thổ hay dùng mạng floo, tất cả cùng nhau uống thuốc Đa Dịch, cải trang thành Harry để đánh lạc hướng Tử thần Thực tử, nhưng vẫn bị chúng tấn công. Harry còn chạm mặt Voldemort và hắn suýt lấy mạng cậu, nhưng Hedwig lao ra đỡ đòn cho Harry và hy sinh. Harry đến nơi an toàn, nhưng nhận tin Alastor Moody cũng đã tử nạn, George bị cắt một bên tai, và Mundungus Fletcher đã chạy trốn. Vài ngày sau, tân bộ trưởng Bộ Pháp Thuật Rufus Scrimgeour đến đưa cho Harry, Ron, Hermione vật thừa kế theo di chúc của cụ Dumbledore. Ron nhận cái Tắt sáng, Hermione nhận cuốn Beedle the Bard còn Harry nhận trái Snitch mà cậu đã bắt trong trận Quidditch đầu tiên và thanh kiếm Gryffindor. Nhưng thanh kiếm nằm ngoài quyền hạn của cụ, và sẽ xuất hiện bên cạnh người xứng đáng nhất. Còn trái Snitch thì hiện ra một manh mối: "Ta mở ra vào lúc kết". 

### Đi tìm những Trường Sinh Linh Giá
Tại lễ cưới của Bill Weasley và Fleur Delacour, thần hộ mệnh của Kingsley Shacklebolt xuất hiện, thông báo Bộ đã thất thủ và bộ trưởng đã chết. Ngay lúc đó thì đám Tử thần Thực tử xuất hiện. Harry, Ron và Hermione phải độn thổ đến London và ẩn náu tại căn nhà số 12 Quảng trường Grimmauld. Tại đó, Harry phát hiện rằng R.A.B, người đã lấy mề đay Slytherin là Regulus Arcturus Black, em trai đã chết của Sirius. Hermione nhớ là từng thấy cái mề đay trong đống đồ của gia tinh nhà Black là Kreacher. Nó khai ra Fletcher đã ăn cắp cái mề đay rồi cùng Dobby tóm Fletcher về. Lão khai đã hối lộ cho Umbridge. Cả ba liền xông vào Bộ Pháp Thuật, lấy lại mề đay và độn thổ đến Rừng Dean. Nhưng Ron bị thương nặng và căn cứ của Hội Phượng Hoàng cũng bị lộ. Cả ba cũng không thể phá hủy cái mề đay, nên phải thay phiên nhau đeo nó trong khi tìm kiếm thêm Trường Sinh Linh Giá. Nhưng cái mề đay lại khiến cảm xúc của người đeo tiêu cực hơn bình thường. Ron bị ảnh hưởng nặng nề nhất khi cậu cho rằng Harry và Hermione có tình cảm với nhau, khiến cậu nổi cơn ghen và bỏ đi. Harry và Hermione đành tiếp tục tìm kiếm Trường Sinh Linh Giá. Hermione sau đó nhận ra lý do cụ Dumbledore để lại thanh kiếm cho Harry. Vì cậu đã giết con Tử Xà trong Phòng chứa Bí mật bằng thanh kiếm nên giờ nó đã tẩm nọc độc của con Tử Xà, thứ hiếm hoi có thể phá hủy Trường Sinh Linh Giá. Cả hai sau đó cùng tới thung lũng Godric để tìm thanh kiếm, nhưng bị Nagini - con rắn của Voldemort tấn công và phải quay lại Rừng Dean. Trong lúc độn thổ, Hermione vô tình làm gãy đũa phép của Harry. Cô tuyệt vọng bảo Harry cùng nhau ở ẩn, nhưng cậu kiên quyết hoàn thành những gì cụ Dumbledore đã giao phó.
Đêm đó, Harry nhìn thấy thần hộ mệnh xuất hiện và dẫn Harry tới một hồ nước, nơi cậu thấy thanh kiếm Gryffindor. Harry liền lặn xuống lấy thanh kiếm, nhưng chiếc mề đay lập tức siết cổ cậu. Nhưng Ron đã trở lại, cứu sống Harry và lấy được thanh kiếm. Dù tâm trí vẫn bị ảnh hưởng bởi chiếc mề đay, Ron vẫn đủ dũng khí chém đứt nó bằng thanh kiếm. Cậu cũng báo rằng tên của Voldemort giờ đã trở thành từ cấm kỵ, ai nhắc tên hắn sẽ bị phát hiện ngay lập tức.

### Những Bảo bối Tử thần
Cả ba tìm đến Xenophillius Lovegood, cha của Luna và hỏi về ký hiệu trên trang phục của ông giống hình vẽ trong cuốn truyện của Hermione. Ông tiết lộ đó là biểu tượng Bảo Bối Tử Thần, ba bảo vật huyền thoại có thể chế ngự cái chết là Đũa phép Cơm nguội, Viên đá Phục sinh và Áo choàng Tàng hình. Xenophillius cũng thú nhận bọn Tử thần Thực tử đã bắt Luna và ông phải khai ba người ở đây để đổi lại an toàn cho con gái, nhưng họ đã kịp trốn chạy. Vừa đến nơi trú ẩn, Harry lỡ nói ra tên Voldemort và bọn bắt người liền xuất hiện để bắt cả ba. Hermione phải ếm bùa Explode làm biến dạng mặt Harry, để chúng không nhận ra cậu. Cả ba bị đưa về biệt phủ Malfoy. Draco được yêu cầu nhận dạng có phải là Harry hay không. Nó do dự một lúc rồi lắc đầu. Bỗng Bellatrix thấy thanh kiếm Gryffindor. Mụ nổi điên, tống giam Harry và Ron, còn mụ dùng Lời Nguyền Hành Hạ để tra khảo Hermione về thanh kiếm. Luna, cụ Ollivander và yêu tinh Griphook cũng bị giam ở đây. Harry thấy một người đàn ông qua tấm gương hai chiều Sirius đưa cho cậu. Harry cầu xin sự giúp đỡ, và Dobby lập tức xuất hiện để giải cứu tất cả. Đuôi Trùn đi kiểm tra khi nghe tiếng ồn ào. Hắn chẹn cổ Harry, nhưng cậu nói hắn mắc nợ cậu vì đã ngăn Sirius và Remus giết hắn ở Lều Hét. Hắn buông ra và bàn tay bạc lập tức siết cổ hắn đến chết vì đã trái lệnh Chúa tể. Harry cố gắng cứu hắn nhưng không được. Harry và Ron chạy lên cứu Hermione. Ron tước đũa phép của Bellatrix, còn Harry giật lấy đũa phép của Draco. Hai bên giằng co thì Dobby xuất hiện cùng cả ba độn thổ đến nhà của Bill và Fleur. Nhưng Bellatrix kịp vung con dao trúng ngực Dobby, và nó đã không qua khỏi.
Tại nhà của Bill và Fleur, cụ Ollivander xác nhận sự tồn tại của Đũa phép Cơm nguội, cũng nói rằng đũa phép có thể đổi chủ nếu chủ nhân trước của nó bị đánh bại hoặc giải giới. Hành vi của Bellatrix làm ba người tin rằng một Trường Sinh Linh Giá được cất giấu tại hầm Gringotts của gia đình Lestrange. Griphook đồng ý giúp họ đột nhập Gringotts với cái giá là thanh kiếm Gryffindor, vì nó vốn được các yêu tinh tạo ra. Họ đột nhập Gringotts, vào căn hầm và lấy Trường Sinh Linh Giá là Chiếc Cúp của Helga Hufflepuff. Việc đột nhập bị lộ và Griphook lợi dụng lúc hỗn loạn liền bỏ ba người ở lại rồi chạy trốn cùng thanh kiếm. Cả ba phóng thích con rồng canh giữ hầm rồi cưỡi nó bay thoát khỏi Gringotts. Cùng lúc này, Voldemort lấy cắp Đũa phép Cơm nguội từ mộ của cụ Dumbledore, đồng thời nhận ra Trường Sinh Linh Giá của hắn đang dần bị phá hủy. Suy nghĩ của hắn vô tình nối với Harry và để lộ ra việc một Trường Sinh Linh Giá được cất giấu tại Hogwarts, chính là Vương miện của Rowena Ravenclaw. 

### Chiến trường Hogwarts
Cả ba độn thổ đến làng Hogsmeade và suýt bị bọn Tử thần Thực tử phát hiện. Aberforth, em trai cụ Dumbledore lập tức xuất hiện và cứu họ. Ông chính là người đàn ông trong tấm gương hai chiều mà Harry đã nhìn thấy. Ông cũng gọi Neville tới giúp cả ba đến Phòng Yêu Cầu qua lối vào bí mật đằng sau bức chân dung của Arianna, em gái út của nhà Dumbledore, cũng là nơi Đội quân Dumbledore tập họp suốt một năm. Snape, lúc này đã là Hiệu trưởng, khi biết tin đã lập tức tập hợp tất cả học sinh, yêu cầu ai biết Harry ở đâu phải khai ra ngay lập tức. Harry liền xuất hiện và lớn tiếng với Snape vì đã dám đứng ở chỗ của cụ Dumbledore sau khi đã giết cụ. Giáo sư McGonagall cùng Hội Phượng Hoàng đứng ra bảo vệ Harry và tấn công Snape, buộc ông ta phải trốn đi. Ngay lúc này, Voldemort khuếch đại giọng nói, yêu cầu giao nộp Harry để đổi lấy sự an toàn. Các học sinh Nhà Slytherin đòi giao nộp Harry khiến giáo sư McGonagall phải yêu cầu giám thị Filch giam tất cả lại, rồi cùng các học sinh và giáo viên sẵn sàng đối đầu với Voldemort cùng hàng ngàn Tử thần Thực tử, Người Khổng Lồ, Người Sói, Giám Ngục, Nhện khổng lồ và vô số quái vật khác. Harry vào phòng sinh hoạt chung của Nhà Ravenclaw nhưng bị Luna ngăn lại. Cô dẫn Harry đến gặp Helena, hay Quý Bà Xám, con ma của Nhà Ravenclaw, cũng là con gái của Rowena Ravenclaw, yêu cầu bà cho biết vị trí cất giấu chiếc Vương miện. Helena gợi ý cho cậu đến Phòng Yêu Cầu. Cùng lúc đó, Ron và Hermione đến Phòng chứa Bí mật, lấy một chiếc răng nanh từ xác con Tử Xà đã bị phân huỷ, và phá hủy chiếc cúp Hufflepuff. Cả hai sau đó cũng thổ lộ tình cảm với nhau. 
Harry đến Phòng Yêu Cầu và tìm thấy chiếc Vương miện, nhưng bị Draco và đám bạn của nó phá đám. Ron và Hermione xuất hiện kịp thời. Goyle dùng Lửa Quỷ để phá hủy căn phòng nhưng chính nó lại bị thiêu cháy trong ngọn lửa. Harry, Ron và Hermione dùng chổi bay để thoát ra ngoài, cứu cả Draco và mang chiếc Vương miện đi theo. Ron sau đó đá chiếc Vương miện vào căn phòng, vì Lửa Quỷ cũng có thể phá hủy Trường Sinh Linh Giá. Harry với tâm trí kết nối với Voldemort nhận ra Nagini cũng là Trường Sinh Linh Giá. Cả ba đến hồ nước nơi Voldemort và Snape ở đó. Voldemort cho rằng Snape là chủ nhân của Đũa phép Cơm nguội bởi ông ta đã giết cụ Dumbledore. Hắn nói lời tạm biệt và cắt cổ Snape, lệnh cho Nagini cắn chết ông ta rồi rời đi. Cả ba chạy vào kiểm tra vết thương và thấy Snape chảy hai hàng nước mắt. Ông cầu xin Harry lấy nước mắt của mình và đến Chậu Tưởng Ký, nơi cậu sẽ biết toàn bộ sự thật. “Cậu quả thật có đôi mắt tuyệt đẹp của mẹ” Đó là câu nói cuối cùng của Snape với Harry trước khi lìa đời. Cả ba trở lại đại sảnh, nơi mọi người đang chữa trị vết thương và thu thập thi thể những người đã hy sinh. Thầy Lupin, cô Tonks và cả Fred đều đã ra đi. 
Harry đến phòng Hiệu trưởng và đổ nước mắt của Snape vào Chậu Tưởng Ký. Sự thật hiện ra, Snape dẫu căm ghét James Potter nhưng lại là bạn thân từ nhỏ của Lily, và đã đem lòng yêu cô. Khi biết Voldemort sẽ nhắm đến gia đình của Lily sau khi hắn biết về lời tiên tri, Snape dù là Tử thần Thực tử vẫn cầu xin cụ Dumbledore giấu gia đình Potter đi. Cụ Dumbledore đồng ý với điều kiện Snape phải hoàn lương, và ông chấp thuận ngay lập tức. Nhưng sự phản bội của Pettigrew đã đảo lộn mọi thứ, và Snape đau khổ cùng cực khi hay tin Lily đã bị Voldemort sát hại. Sau sự việc đó, Snape đồng ý làm người bảo vệ Harry theo yêu cầu của cụ Dumbledore. Cụ cũng cho biết khi Voldemort tan xác, một phần linh hồn của hắn đã tự nhập vào Harry, có nghĩa Harry cũng là một Trường Sinh Linh Giá. Và khi Voldemort hồi sinh, Harry sẽ phải chết, và phải chính tay hắn giết cậu. Cụ cũng biết Voldemort giao cho Draco nhiệm vụ giết mình, và chỉ định Snape phải là người giết cụ để bảo vệ linh hồn của thằng bé. 
Những ký ức từ Snape khiến Harry bị shock vì Snape đứng về phía cụ Dumbledore và luôn bảo vệ cậu suốt thời gian qua, và shock hơn vì biết bản thân cũng là Trường Sinh Linh Giá. Cậu quyết định hy sinh bản thân để cứu mọi người. Cậu dặn Ron và Hermione tiêu diệt Nagini rồi tự mình tới Rừng Cấm. Cậu yêu cầu trái Snitch mở ra, và Viên đá Phục sinh hiện ra, đưa linh hồn người thân của cậu gồm cha, mẹ, chú Sirius và thầy Lupin trở về. Họ nói rằng sẽ luôn ở bên cậu, giúp cậu có thêm dũng khí. Cậu bỏ lại Viên đá Phục sinh, tiến đến đối mặt Voldemort. Hắn tung Lời Nguyền Chết Chóc về phía Harry, nhưng chỉ giết được linh hồn của chính hắn bên trong cậu. Harry thoát nạn, nhưng giả chết để lừa Voldemort. Narcissa tới kiểm tra và nhận ra điều này. Bà ta hỏi Harry về Draco, và cậu ra hiệu rằng con trai bà còn sống. Narcissa liền nói dối với Voldemort rằng Harry đã chết.
Voldemort cùng đám tay chân trở lại trường, tuyên bố Harry đã chết, và tất cả phải nghe theo hắn, nhưng Neville quyết không đầu hàng. Chỉ chờ có thế, Harry liền bật dậy, khiến các Tử thần Thực tử hoang mang và lập tức rời bỏ Voldemort, bao gồm cả nhà Malfoy. Voldemort và Harry đánh nhau khắp nơi trong lâu đài. Ginny cũng đối đầu với Bellatrix, và mụ ta suýt giết chết cô bé. Molly lao tới bảo vệ con gái và bà lập tức khiến ả điên tan xác. Cùng lúc đó, Ron và Hermione bị Nagini truy đuổi. Khi cả hai bị dồn vào chân tường, Neville lao tới chặt đầu nó bằng thanh kiếm Gryffindor. Voldemort nhận ra Nagini đã chết, có nghĩa chẳng còn Trường Sinh Linh Giá nào của hắn tồn tại nữa. Hắn tung sức lực còn lại về phía Harry, nhưng Đũa phép Cơm nguội từ chối giết cậu. Nó đáp lại bùa Giải Giới của Harry, văng khỏi tay Voldemort và đáp xuống tay cậu, và Voldemort cũng vĩnh viễn biến mất khỏi thế giới phù thủy.
Sau cuộc chiến, Ron và Hermione thắc mắc tại sao Đũa phép Cơm nguội từ chối giết Harry. Cậu giải thích rằng Snape đích thực đã giết cụ Dumbledore, nhưng Draco đã giải giới cụ trước đó, cũng là lúc cây đũa thuộc về nó. Và khi Harry giật đũa của Draco tại phủ Malfoy, đó là lúc cậu trở thành chủ nhân của cây đũa quyền năng nhất. Dù vậy Harry vẫn bẻ cây đũa và ném nó đi, vì nó gây quá nhiều sóng gió và đổi lại bằng mạng sống của quá nhiều người. Chiến tranh phù thủy lần thứ 2 kết thúc, và thế giới phù thủy trở lại yên bình.

### Phần kết
Harry và Ginny kết hôn và có ba đứa con: James Sirius Potter, Albus Severus Potter và Lily Luna Potter. Ron và Hermione cũng về chung một nhà và có hai đứa con là Rose Weasley và Hugo Weasley. Cả hai cũng là cha mẹ đỡ đầu của James, cậu cả nhà Harry. 19 năm sau, họ gặp nhau tại Ngã Tư Vua, nơi Albus và Rose khởi hành đến Hogwarts, bắt đầu năm học đầu tiên. Teddy Lupin, con trai của Lupin và Tonks, cũng là con trai đỡ đầu của Harry cũng có mặt với bạn gái là Victoire Weasley, con gái của Bill và Fleur. Harry nói rằng Ted thường đến ăn tối với gia đình 4 lần/tuần, và mong Ted sẽ trở thành người trong nhà nếu cưới Victoire. Draco cũng kết hôn với Astoria Greengrass và có một cậu con trai là Scorpius Malfoy, cũng bắt đầu năm học đầu tiên tại Hogwarts. 
Trước khi đi, Albus lo lắng rằng cậu có thể bị xếp vào Nhà Slytherin. Harry liền trấn an con trai “Albus Severus. Con được đặt tên theo hai vị Hiệu trưởng của Hogwarts. Một người từng thuộc về Nhà Slytherin, và là người dũng cảm nhất cha từng biết. Nhưng Chiếc Nón Phân Loại sẽ nghe theo mong muốn của con, nếu con chọn Nhà Gryffindor.” Cuốn sách kết thúc với câu: "Cái sẹo không còn đau nữa sau 19 năm. Tất cả đã yên lành."

## Quá trình xuất bản
- Sau khi tập 6 được xuất bản, J. K. Rowling viết trong website bà: "Tôi sẽ viết tập Harry Potter cuối cùng trong năm 2006. Hiện nay tôi vừa hào hứng, vừa sợ hãi. Tôi muốn bắt tay vào viết ngay để độc giả sớm được đọc phần cuối để tìm câu trả lời cho tất cả những vấn đề bí ẩn trong các tập trước".
- Rất nhiều độc giả hâm mộ Harry Potter cho rằng ngày xuất bản chính thức Harry Potter vào ngày thứ 7, ngày 7, tháng 7, năm 2007 (7 được coi là con số phép thuật trong Harry Potter).
- Trước Giáng sinh năm 2006, website của tác giả đã tiết lộ tên của tập cuối này; và đầu tháng 2 năm 2007, nhà xuất bản cho biết ngày xuất bản sẽ là vào ngày 21 tháng 7 năm 2007.

## Bình luận và bổ sung của tác giả
Sau 7 phần truyện, J. K. Rowling đã cung cấp thêm một số thông tin về tương lai của các nhân vật mà bà đã không ghi vào Hồi kết của cuốn sách.
- Sau khi cuộc chiến kết thúc và Hogwarts trở lại hoạt động bình thường, giáo sư McGonagall được bổ nhiệm làm Hiệu trưởng mới của Hogwarts.

- Harry trở thành Thần Sáng của Bộ Pháp Thuật, sau đó được chỉ định trở thành Giám đốc sở Thần Sáng. Anh thường quay lại Hogwarts để dạy môn Phòng chống Nghệ thuật Hắc ám, cũng đấu tranh với Ban Giám Hiệu mới để đặt di ảnh của Snape tại phòng Hiệu trưởng. Harry còn thừa kế toàn bộ tài sản của người cha đỡ đầu Sirius Black do ông không có con cái, kể cả căn nhà số 12 Quảng trường Grimmauld. Vì mảnh linh hồn của Voldermort trong cơ thể Harry đã bị phá hủy, anh không thể nói Xà ngữ được nữa. Anh cũng thường xuyên đưa gia đình đến thăm gia đình Dursley mỗi dịp hè.
- Ron có thời gian làm việc tại tiệm giỡn Wỉ Woái cùng George, và sau cũng là một Thần Sáng.

- Hermione học nốt năm thứ 7 rồi làm việc tại Phòng Điều chỉnh và Quản lý Sinh vật huyền bí của Bộ Pháp Thuật và đã nâng cao chất lượng sống cho gia tinh và những sinh vật khác, sau đó làm tại Phòng Thi hành Luật pháp thuật và hỗ trợ diệt trừ áp bức, và các quy định về dòng máu thuần chủng. Cô cũng tìm lại gia đình ở Úc và hủy bùa xóa trí nhớ mà cô đã phù phép họ trước đây. Sau đó cô cũng trở thành Bộ trưởng Bộ Pháp Thuật.
- Luna trở thành nhà nghiên cứu Sinh vật huyền bí và kết hôn với Rolf, cháu nội của Newt Scamander - tác giả của cuốn "Sinh vật huyền bí và nơi tìm ra chúng".[4]
- Ginny chơi cho đội Quidditch Holyhead Harpies một thời gian rồi giải nghệ sau khi cưới Harry. Cô sau đó trở thành phóng viên mục Quidditch cho tờ Nhật báo Tiên tri.
- George tiếp tục ăn nên làm ra với tiệm giỡn Wỉ Woái. Anh kết hôn với bạn học là Angelina Johnson và có hai đứa con. Anh đặt tên cho con trai mình là Fred để nhớ về người anh song sinh của mình.
- Nhà Slytherin trở nên nhạt nhòa và không còn là thành lũy của những phù thủy thuần chủng như trước. Tuy nhiên, tiếng tăm đen tối vẫn còn duy trì.
- Trước khi trở thành Chúa tể Hắc ám, Tom Riddle từng hai lần ứng tuyển vị trí giáo viên môn Phòng chống Nghệ thuật Hắc ám nhưng đều bị từ chối. Và hắn đã ếm một lời nguyền rằng sẽ không một ai có thể làm giáo viên môn này quá 1 năm học. Nhưng lời nguyền đã bị phá vỡ cùng với cái chết của hắn, và đã có một giáo sư dạy môn này qua nhiều năm.
- Nhân mã Firenze đã được chào đón trở lại bầy đàn, khi cộng đồng Nhân Mã giờ đã biết rằng dựa vào con người không phải là điều đáng xấu hổ.
- Kingsley Shacklebolt trở thành Bộ trưởng Bộ Pháp Thuật với Percy Weasley là nhân viên cao cấp. Dưới thời của ông, Azkaban không còn sử dụng Giám Ngục nữa, và thế giới đã trở thành "nơi nhiều ánh nắng hơn".
- Dolores Umbridge bị bắt, thẩm vấn, và tống giam vì tội ác chống lại Muggle.
- Tờ báo Kẻ Lý Sự trở về phong cách "điên rồ cao cấp" vốn có của nó, và rất được hoan nghênh vì những câu chuyện hài không lường trước được.
- Neville kết hôn với Hannah Abbott, bà chủ mới của quán Cái Vạc Lủng. Anh trở thành giáo viên môn Thảo Dược học kiêm Chủ nhiệm Nhà Gryffindor dưới thời Hiệu trưởng McGonagall. Anh cũng nhận làm cha đỡ đầu cho Albus Severus Potter, cậu thứ nhà Harry.
- Teddy Lupin, con trai của Remus Lupin và Nymphadora Tonks, cũng là con trai đỡ đầu của Harry lớn lên yên bình và không bị biến thành Người Sói. Tuy vậy, gene lặn Người Sói vẫn tồn tại trong DNA của cậu.

## Phim
Bộ phim Harry Potter và Bảo bối Tử thần có 2 phần, do David Yates đạo diễn, Steve Kloves biên kịch và sản xuất bởi David Heyman, David Barron và J,K.Rowling. Phần 1 của bộ phim ra mắt vào ngày 19 tháng 11 năm 2010, và Phần 2 ra mắt vào ngày 15 tháng 7 năm 2011. Thời gian quay phim kéo dài từ tháng 2 năm 2009 và kết thúc vào ngày 12 tháng 6 năm 2010.